# آني إيزلي
آني جيه. إيزلي (بالإنجليزية: Annie Easley)‏ (23 أبريل 1933 – 25 يونيو 2011) عالمة حاسوب، ورياضياتية، وعالمة صواريخ أمريكية. عملت لدى مركز لويس للأبحاث (مركز غلاين للأبحاث حاليًا) التابع لوكالة الإدارة الوطنية للملاحة الجوية والفضاء (ناسا) والوكالة السابقة لها، اللجنة الاستشارية الوطنية للملاحة الجوية (NACA). كانت آني عضوًا قياديًا في الفريق المسؤول عن تطوير برمجيات إحدى مراحل صاروخ أطلس 5، وكانت من بين أوائل الأمريكيين الأفارقة الذين عملوا لدى ناسا في مجال علوم الحاسوب.

## بداية حياتها وتعليمها
وُلدت آني إيزلي لصموئيل بيرد إيزلي وماري ميلفينا هوفر في برنمغهام، ألاباما. كانت فرص العمل والتعليم المتوفرة للأمريكيين الأفارقة محدودة للغاية قبل حركة الحقوق المدنية. كانت مدارس الأطفال الأمريكيين الأفارقة منفصلة عن مدارس البيض، وكانت أدنى منها في المستوى في أكثر الأحيان. أخبرتها أمها أنها بوسعها أن تصبح أي شيء تريده ولكن عليها أن تسعى جاهدةً لذلك، وشجعتها على تحصيل العلوم. ارتادت آني مدرسة هولي فاميلي الثانوية من الصف الخامس حتى نهاية المدرسة الثانوية، وكانت هي الطالبة التي ألقت خطبة الوداع في حفل التخرج.
التحقت آني بجامعة زيفير في نيو أورلينز عام 1950، والتي كانت حينها جامعة رومانية كاثوليكية للطلاب الأمريكيين الأفارقة، ودرست علم الصيدلة لمدة عامين.
عادت آني إلى برنمغهام في عام 1954. اضطر الأمريكيون الأفارقة في ذلك الوقت إلى اجتياز اختبار القراءة والكتابة ودفع ضريبة اقتراع حتى يتمكنوا من الإدلاء بأصواتهم في الانتخابات، وذلك كان جزءًا من قوانين جيم كرو التي كانت تهدف لاستدامة الفروقات العرقية، والتي حُظرت عام 1964 بعد تمرير التعديل الرابع والعشرين للدستور الأمريكي. ذكرت آني أن المُمتحن الخاص بها نظر إلى استمارتها وقال لها: «أنت من جامعة زيفير، عليك دفع دولارين فقط». وعقب ذلك ساعدت آني الأمريكيين الأفارقة مثلها على اجتياز هذا الاختبار.
وبعدها بفترة قصيرة انتقلت آني إلى كليفلاند حتى تكون في مكان أقرب إلى عائلة زوجها، مع نية استكمال دراساتها. ولكن لسوء الحظ، أغلقت جامعتها برنامج الصيدلة قبلها بفترة قصيرة، ولم يكن لها بديل آخر.
دافعت آني عن الطالبات الإناث وطلاب الأقليات وشجعتهم على بدء مسيراتهم المهنية في مجالات العلوم والتكنولوجيا والهندسة والرياضيات في أيام المهن خلال فترة السبعينيات.

## مسيرتها المهنية في ناسا
في عام 1955، قرأت آني قصة في صحيفة أخبار محلية عن أختين توأمين تعملان لدى اللجنة الاستشارية الوطنية للملاحة الجوية. وقررت أن تتقدم إلى تلك الوظيفة في اليوم التالي، وحصلت عليها بالفعل بعدها بأسبوعين، وبذلك أصبحت واحدة من بين أربعة موظفين أمريكيين أفارقة من أصل 2500 موظف يعملون لدى ناسا. استهلت آني مسيرتها المهنية بصفتها رياضياتية وعالمة حاسوب في مختبر لويس للدفع الجوي في كليفلاند، أوهايو. واصلت آني دراساتها في ذات الوقت الذي عملت فيه لدى الوكالة، وفي عام 1977، نالت درجة بكالوريوس العلوم في الرياضيات من جامعة ولاية كليفلاند. استكملت آني تعليمها باجتيازها عدة مساقات متخصصة مدعومة من قبل ناسا. حُرمت آني من الدعم المادي الذي حصل عليها زملائها دون أي تفسير من جانب الوكالة.
انطوت مسيرتها المهنية التي دامت 34 عامًا على تطوير وتنفيذ أكواد برمجية لتحليل تقنيات الطاقة البديلة، وتشغيل إحدى مراحل صاروخ أطلس 5، وتحليل أنظمة تحويل الطاقة والأنظمة البديلة لحل مشكلة الطاقة. اشتملت مهامها المتعلقة بالطاقة على دراسة بطاريات التخزين لتحديد مدة استخدامها، مثل تلك البطاريات المُستخدمة في أجهزة المنافع الكهربية. اُستخدمت تطبيقاتها الحاسوبية لاختيار أنظمة تحويل الطاقة التي توفر أداءً أفضل من التقنيات المتاحة تجاريًا.
تقاعدت آني في عام 1989. ورغم مسيرتها المهنية الطويلة وإسهاماتها الغزيرة للأبحاث، لم تظهر آني بتاتًا على الصور الترويجية الخاصة بناسا.